# Cyril Denis
Pour les articles homonymes, voir Denis.
 (août 2025).
Motif : Sources peu centrées
- Archive Wikiwix
- Bing
- Cairn
- DuckDuckGo
- E. Universalis
- Gallica
- Google
- G. Books
- G. News
- G. Scholar
- Persée
- Qwant
- (zh) Baidu
- (ru) Yandex
- (wd) trouver des œuvres sur Wikidata

| 1. | Préciser le motif de la pose du bandeau. | Précisez le motif de la pose du bandeau en utilisant la syntaxe suivante : {{admissibilité à vérifier\|date=août 2025\|motif=remplacez ce texte par le motif}}                   |
| 2. | Informer les utilisateurs concernés.     | Pensez à avertir le créateur de l'article, par exemple, en insérant le code ci-dessous sur sa page de discussion : {{subst:avertissement admissibilité à vérifier\|Cyril Denis}} |

Cyril Denis né le 12 septembre 1971 à Soissons dans l'Aisne, est un bassiste français, principalement connu pour avoir travaillé avec le guitariste et chanteur Louis Bertignac de 1997 à 2010.

## Biographie

### Jeunesse
Cyril Denis commence la musique à l'âge de 14 ans en devenant bassiste du groupe Armaguédon puis du groupe Faits Divers, dans lequel il officiait en tant que bassiste et chanteur.

### Carrière
Sa collaboration musicale avec Louis Bertignac, qu'il a rencontré à l'âge de 20 ans et chez lequel il a longtemps habité, débute en janvier 1997. Il l'accompagne sur la tournée promotionnelle de l'album 96 tout d'abord en tant que backliner (technicien chargé de la maintenance et de l'entretien des instruments) puis en tant que bassiste au bout de 3 mois. Cette tournée fera l'objet d'un album live, Bertignac live, publié en 1998. 
Cyril Denis participe ensuite à l'album Longtemps de Louis Bertignac (album pour lequel il recevra un disque d'or en 2006). 
En 2005, il rejoint la nouvelle formation de Louis Bertignac, Louis Bertignac Power Trio, avec Hervé Koster à la batterie (Yannick Noah, Trust). Le double album live et le DVD Live Power Trio sortent l'année suivante.
De 2007 à 2010, Cyril Denis continue à accompagner Louis Bertignac à travers le monde (Katmandou, Londres, Vancouver, ...) avant de se consacrer à la création de son école de musique pour enfants, Poum Poum Tchak.
Cyril Denis a également collaboré avec Melvil Poupaud, Astonvilla, No One Is Innocent, Constance Verluca et enregistré sur les albums de Corine Marienneau, Carla Bruni et Andy Scisco. On peut également l'apercevoir, au côté d'Hervé Koster, accompagnant Johnny Hallyday et Eddy Mitchell lors d'une performance en playback à la télévision.
Lors de l'émission no 195 de Taratata, diffusée le 1er décembre 2006, puis le 10 décembre 2013, au cours d'une soirée organisée par Philippe Dana au Bus Palladium, Cyril Denis assure la basse auprès des ex-membres de Téléphone Jean-Louis Aubert, Louis Bertignac et Richard Kolinka. 
Lors de la tentative de reformation du groupe en 1999, Corine Marienneau demande que Cyril Denis la remplace dans l’éventualité où les trois garçons du groupe souhaiteraient se produire dans un club à l'issue d'un concert ce qu'Aubert refuse, lui préférant Karim Boulbhari, le bassiste qui l'accompagnait alors en solo.